# Efeito ELIZA
Em ciência da computação, o efeito ELIZA é a tendência de projetar características humanas - como experiência, compreensão semântica ou empatia - em programas de computador que têm uma interface textual. O efeito é um erro de categoria que surge quando a computação simbólica do programa é descrita por meio de termos como "pensar", "saber" ou "entender".

## História
O efeito recebeu o nome de ELIZA, o chatbot de 1966 desenvolvido pelo cientista da computação do MIT Joseph Weizenbaum. Ao executar o script DOCTOR de Weizenbaum, ELIZA simulava um psicoterapeuta rogeriano, em grande parte reformulando as respostas do "paciente" como perguntas:
Humano: Bem, meu namorado me fez vir aqui.
ELIZA: Seu namorado a fez vir aqui?
Humana: Ele diz que estou deprimida a maior parte do tempo.
ELIZA: Sinto muito em saber que você está deprimida.
Humano: É verdade. Estou infeliz.
ELIZA: Você acha que vir aqui vai ajudá-la a não ser infeliz?
Embora tenha sido projetado estritamente como um mecanismo de apoio à "conversação em linguagem natural" com um computador, o script DOCTOR do ELIZA foi considerado surpreendentemente bem-sucedido na obtenção de respostas emocionais dos usuários que, no decorrer da interação com o programa, começaram a atribuir compreensão e motivação ao resultado do programa. Como Weizenbaum escreveu mais tarde: "Eu não tinha percebido [...] que exposições extremamente curtas a um programa de computador relativamente simples poderiam induzir um pensamento delirante poderoso em pessoas bastante normais". De fato, o código do ELIZA não tinha sido projetado para evocar essa reação em primeiro lugar. Após a observação, os pesquisadores descobriram que os usuários inconscientemente presumiam que as perguntas do ELIZA implicavam interesse e envolvimento emocional nos tópicos discutidos, mesmo quando sabiam conscientemente que o ELIZA não simulava emoções.
Embora o efeito tenha sido nomeado pela primeira vez na década de 1960, a tendência de entender as operações mecânicas em termos psicológicos foi observada por Charles Babbage. Ao propor o que mais tarde seria chamado de somador carry-lookahead, Babbage observou que achava esses termos convenientes para fins descritivos, mesmo que não se tratasse de nada além de ação mecânica.

## Características
Em sua forma específica, o efeito ELIZA se refere apenas à "suscetibilidade das pessoas de ler muito mais compreensão do que o necessário em sequências de símbolos - especialmente palavras - unidas por computadores". Um exemplo trivial da forma específica do efeito Eliza, dado por Douglas Hofstadter, envolve um caixa automático que exibe as palavras "OBRIGADO" no final de uma transação. Um observador ingênuo poderia pensar que a máquina está realmente expressando gratidão, no entanto, a máquina está apenas imprimindo uma sequência pré-programada de símbolos.
De forma mais geral, o efeito ELIZA descreve qualquer situação em que, com base apenas na saída de um sistema, os usuários percebem os sistemas de computador como tendo "qualidades e habilidades intrínsecas que o software que controla a (saída) não pode alcançar" ou "presumem que (as saídas) refletem uma causalidade maior do que realmente refletem". Tanto em sua forma específica quanto geral, o efeito ELIZA é notável por ocorrer mesmo quando os usuários do sistema estão cientes da natureza determinada da saída produzida pelo sistema.
Do ponto de vista psicológico, o efeito ELIZA é o resultado de uma sutil dissonância cognitiva entre a consciência do usuário sobre as limitações da programação e seu comportamento em relação ao resultado do programa.

## Relevância
A descoberta do efeito ELIZA foi um desenvolvimento importante na inteligência artificial, demonstrando o princípio do uso da engenharia social em vez da programação explícita para passar em um teste de Turing.
O ELIZA convenceu alguns usuários a pensar que uma máquina era humana. Essa mudança na interação homem-máquina marcou o progresso das tecnologias que emulam o comportamento humano. Dois grupos de chatbots são distinguidos por William Meisel como "assistentes pessoais gerais" e "assistentes digitais especializados". Os assistentes digitais gerais foram integrados aos dispositivos pessoais, com habilidades como enviar mensagens, fazer anotações, verificar calendários e marcar compromissos. Os assistentes digitais especializados "operam em domínios muito específicos ou ajudam em tarefas muito específicas". Assistentes digitais programados para ajudar na produtividade, assumindo comportamentos análogos aos humanos.
Weizenbaum considerou que nem toda parte do pensamento humano poderia ser reduzida a formalismos lógicos e que "há alguns atos de pensamento que devem ser tentados apenas por humanos". Ele também observou que desenvolvemos um envolvimento emocional com as máquinas se interagirmos com elas como humanos. Quando os chatbots são antropomorfizados, eles tendem a retratar características de gênero como uma forma de estabelecermos relações com a tecnologia. "Os estereótipos de gênero são instrumentalizados para gerenciar nosso relacionamento com os chatbots" quando o comportamento humano é programado nas máquinas.
Na década de 1990, Clifford Nass e Byron Reeves realizaram uma série de experimentos que estabeleceram a equação da mídia, demonstrando que as pessoas tendem a responder à mídia da mesma forma que responderiam a outra pessoa (sendo educadas, cooperativas, atribuindo características de personalidade como agressividade, humor, experiência e gênero) ou a lugares e fenômenos no mundo físico. Vários estudos subsequentes que evoluíram da pesquisa em psicologia, ciências sociais e outros campos indicam que esse tipo de reação é automático, inevitável e acontece com mais frequência do que as pessoas imaginam. Reeves e Nass (1996) argumentam que "as interações dos indivíduos com computadores, televisão e novas mídias são fundamentalmente sociais e naturais, assim como as interações na vida real" (p. 5).
O trabalho feminizado automatizado por assistentes digitais antropomórficos reforça a "suposição de que as mulheres possuem uma afinidade natural com os serviços de assistência e o trabalho emocional”. Ao definir nossa proximidade com os assistentes digitais por meio de seus atributos humanos, os chatbots tornam-se entidades de gênero.